# Тресмариасский енот
Тресмариасский енот (Procyon lotor insularis) — подвид енота-полоскуна, обитающий на Островах Марии и у западного побережья мексиканского штата Наярит.

## Классификация
В своем первоначальном описании в 1898 году, Тресмариасский енот был классифицирован как подвид енота-полоскуна (Procyon lotor) Клинтоном Харт Мерриемом. В 1950 году Эдвард Альфонсо Голдман определил Тресмариасского енота как отдельный вид. В 2005 году, Кристофер Хельген и Дон Уилсон пришли к выводу, что различия между енотом-полоскуном и тресмариасским енотом не настолько велики, чтобы классифицировать их в качестве отдельных видов. В связи с этим предполагается, что Тресмариасский енот был завезён на Острова Марии не так давно. Впоследствии Тресмариасский енот был занесён в один из подвидов енота-полоскуна в третьем издании «Видов млекопитающих мира» Дона Вильсона и Ди-Энн М. Ридер, опубликованном в 2005 году.

## Описание
Тресмариасский енот больше енота-полоскуна: средняя длина тела взрослых особей составляет 85-90 см вместе с хвостом. Шерсть тресмариасского енота блёклая, короткая. Живот покрыт коричневым мехом со светлым подшёрстком. Отличительной особенностью тресмариасского енота по сравнению с другими подвидами является угловатый череп.

## Сохранение вида
В 1996 году тресмариасский енот находился под угрозой вымирания: в дикой природе оставалось менее, чем 250 взрослых особей. Животное являлось предметом охоты островитян и никаких действий по защите данного вида не предпринималось.
Учитывая небольшой ареал тресмариасского енота, популяция данного животного скорее всего, никогда не будет многочисленной.